# Krysiaki (województwo mazowieckie)
Krysiaki – wieś w Polsce położona w województwie mazowieckim, w powiecie ostrołęckim, w gminie Myszyniec, nad rzeką Szkwą oraz bagnem Chruściel, przez które ona przepływa.

## Historia
W 1827 roku Krysiaki były wzmiankowane jako wieś rządowa, z 39 domostwami i 234 mieszkańcami. Pod koniec wieku obszar obejmował 1668 mórg.
W latach 1921–1939 wieś leżała w województwie białostockim, w powiecie ostrołęckim, w gminie Myszyniec.
Według Powszechnego Spisu Ludności z 1921 roku wieś zamieszkiwało 509 osób, 494 było wyznania rzymskokatolickiego a 15 mojżeszowego. Jednocześnie 500 mieszkańców zadeklarowało polską przynależność narodową a 9 żydowską. Było tu 84 budynków mieszkalnych. Podlegała pod Sąd Grodzki w Myszyńcu i Okręgowy w Łomży; właściwy urząd pocztowy mieścił się w Myszyńcu.
W wyniku agresji niemieckiej we wrześniu 1939 wieś znalazła się pod okupacją niemiecką. W latach 1939–1945 wchodziła w skład Landkreis Scharfenwiese, rejencji ciechanowskiej Prus Wschodnich III Rzeszy.
W latach 1975–1998 miejscowość administracyjnie należała do województwa ostrołęckiego.

## Demografia
- 1827 − 234 mieszkańców[6]
- 1921 − 509 mieszkańców[7]
- 2011 − 430 mieszkańców[10]
- 2021 − 379 mieszkańców[1]

Architektura zielonokurpiowska
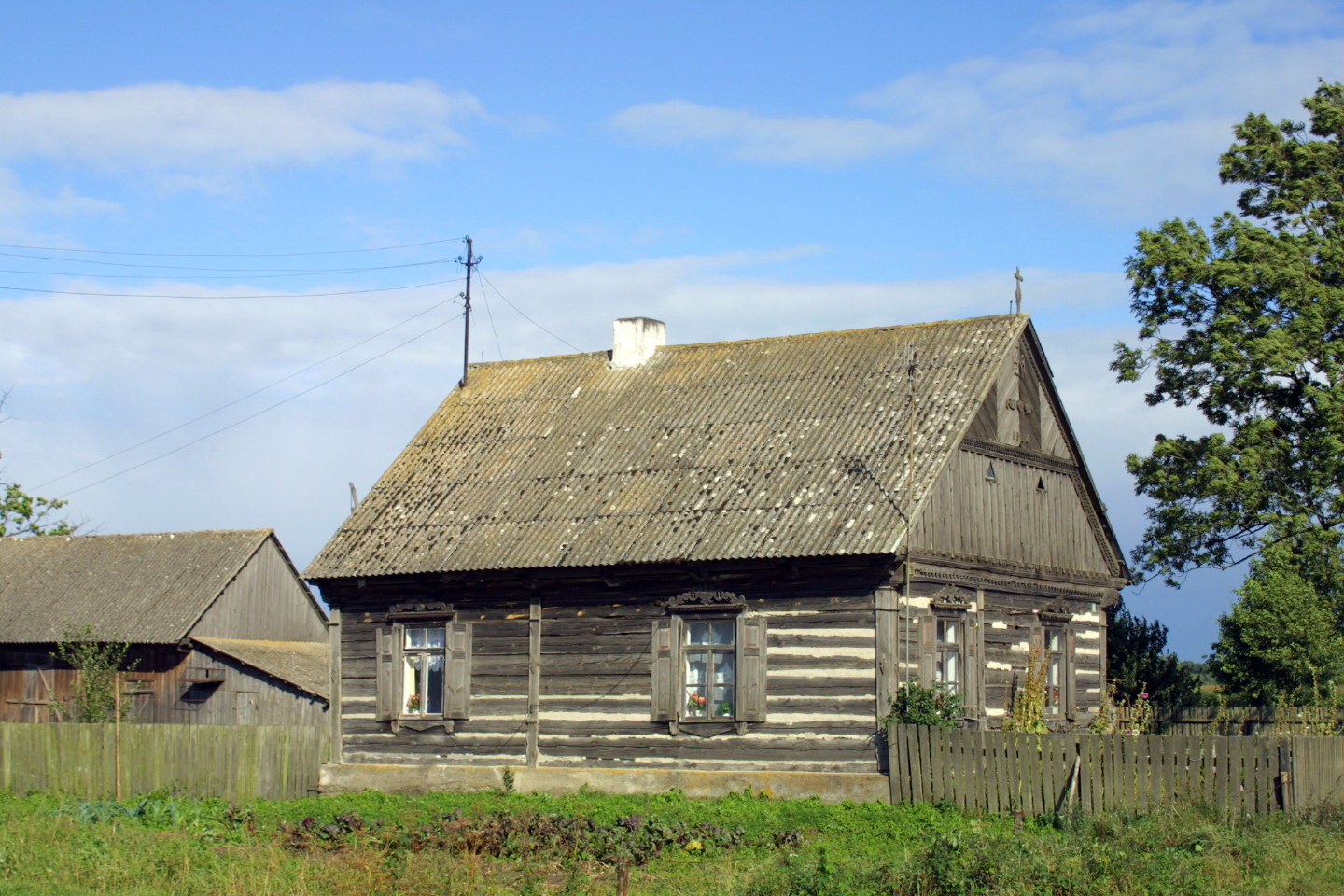
Chata zielonokurpiowska
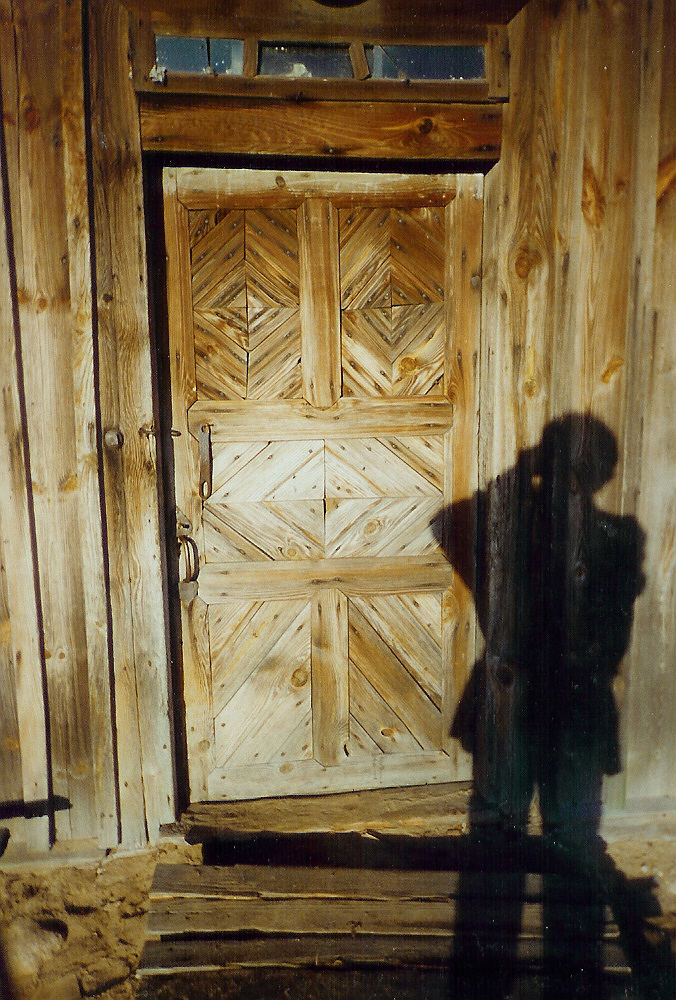
Dekoracją drzwi
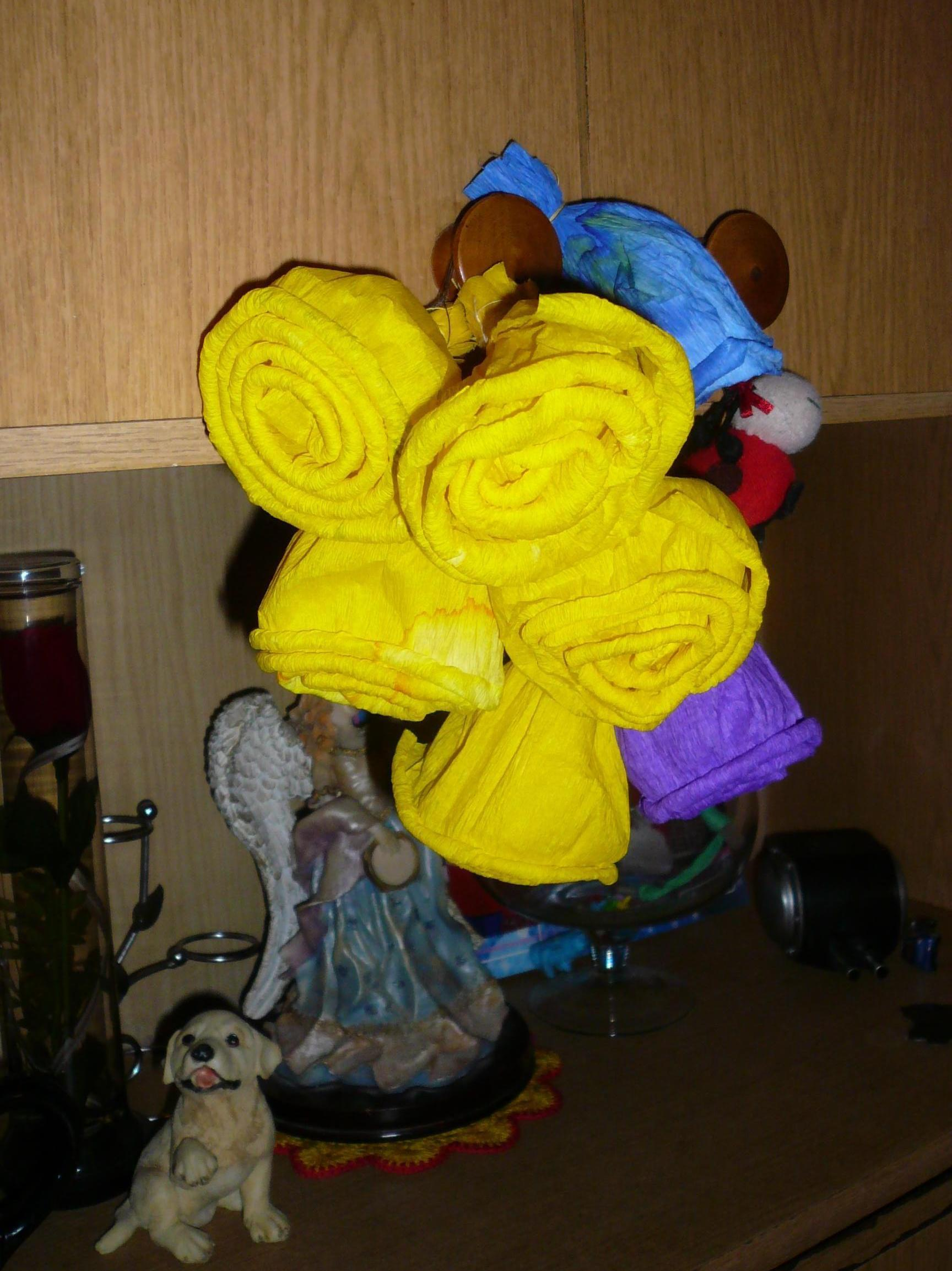
Tradycyjne kwiaty z krepiny

We wsi znajdują się przykłady tradycyjnego budownictwa kurpiowskiego oraz bogato zdobiony drewniany krzyż przydrożny.

## Religia
Kościół w Krysiakach jest siedzibą parafii MB Królowej Korony Polskiej. Na ścianach kościoła współczesne malowidła. Przed jego budową wierni należeli do parafii w Myszyńcu.